# Saint-Omer (Québec)
Saint-Omer è un comune del Canada, situato nella provincia del Québec, nella regione di Chaudière-Appalaches.